# Andrea Mantegna

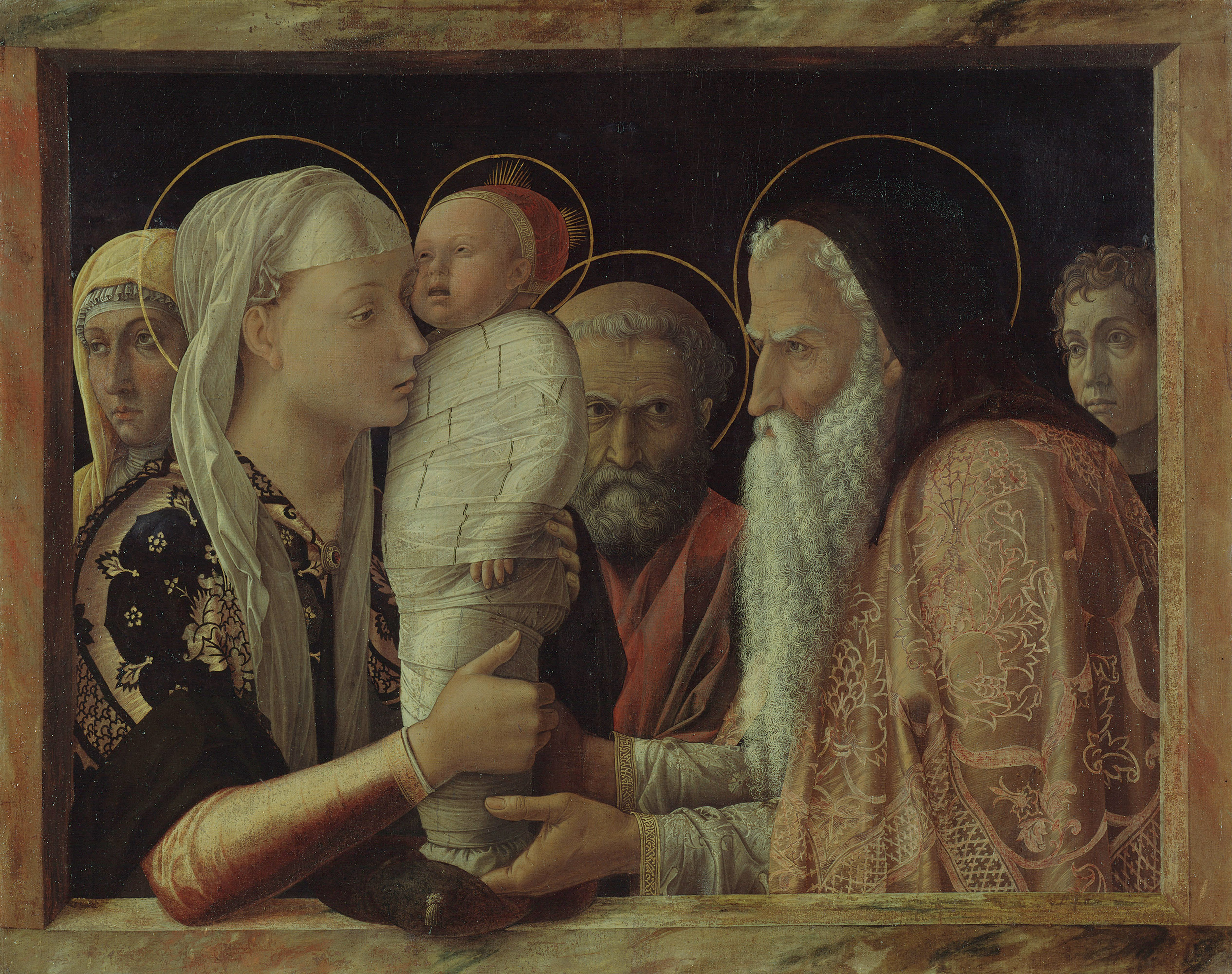
Darstellung Christi im Tempel (um 1454), Gemäldegalerie Berlin

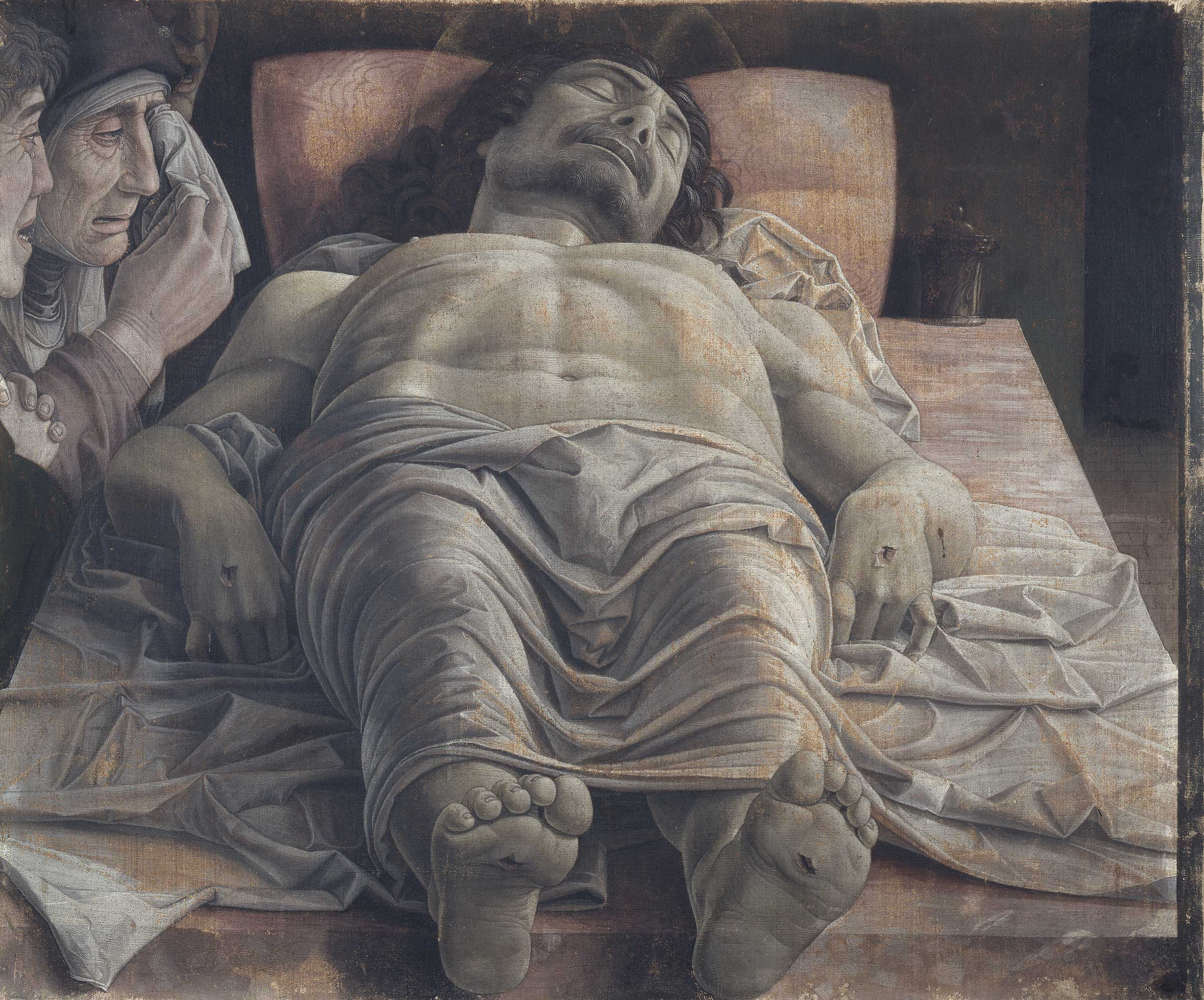
Beweinung Christi, Pinacoteca di Brera, Mailand

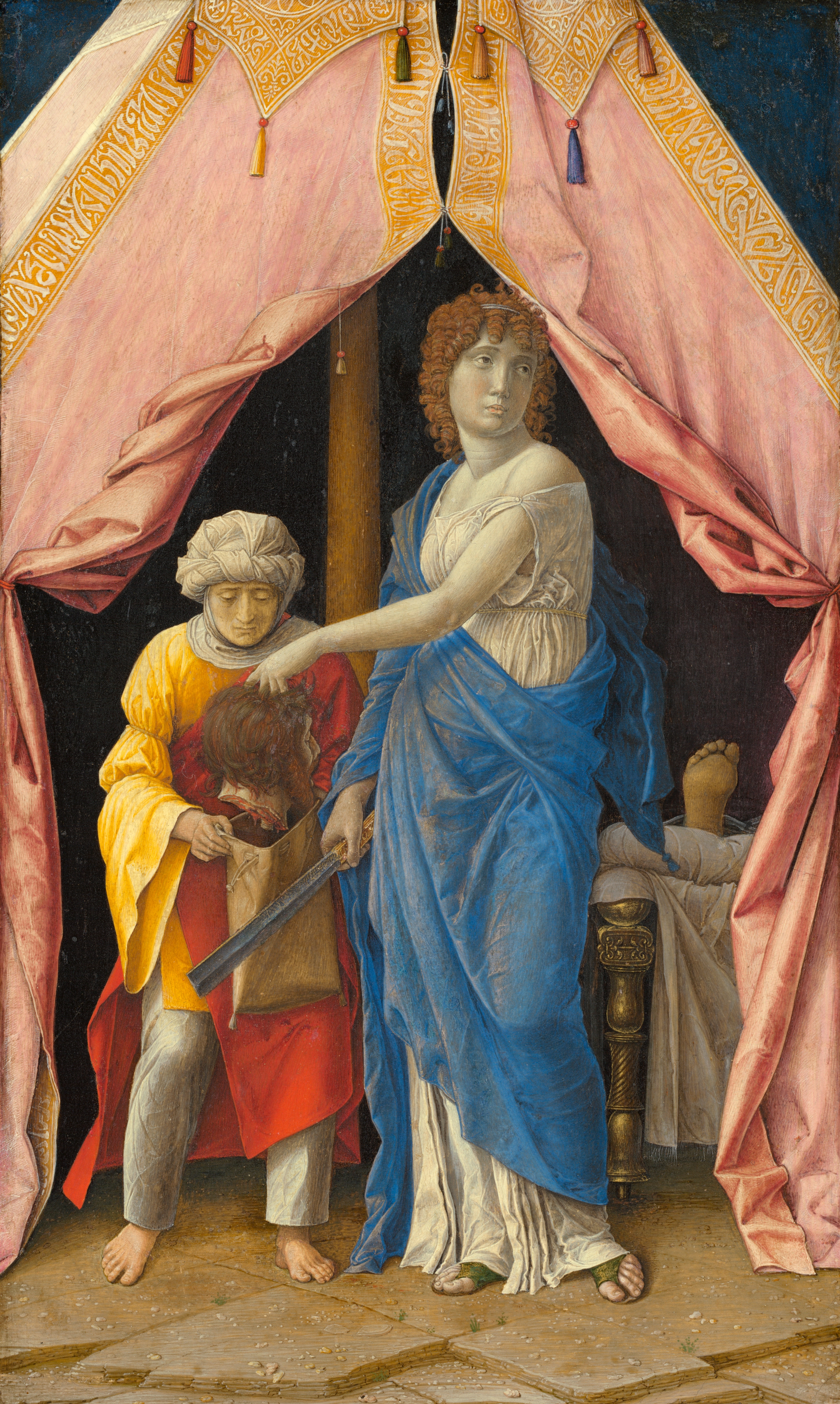
Judith und Holofernes (um 1495)

Andrea Mantegna (* 1431 auf der Isola Mantegna, früher Isola di Carturo, bei Piazzola sul Brenta; † 13. September 1506 in Mantua) war ein italienischer Maler und Kupferstecher. Seine Malerei ist von der Auseinandersetzung mit Werken der Bildhauerei, insbesondere des toskanischen Bildhauers Donatello, beeinflusst.

## Leben
Neben seinem Schwager Giovanni Bellini war er als Schüler Francesco Squarciones der bedeutendste Maler der oberitalienischen Frührenaissance. Er war Sohn eines Tischlers, stammte aus einfachen, ländlichen Verhältnissen, interessierte sich aber bereits früh für die Bildwerke der Antike. Er musste in seiner frühen Jugend als Viehhirt arbeiten, wurde aber schon im Alter von zehn Jahren als Waise wegen seines Zeichentalents in die Malerschule von Francesco Squarcione in Padua aufgenommen, wo er sieben Jahre lang lernte, unter anderem das Zeichnen von antiken Statuen. Sein erstes Werk war ein großes Altarblatt in der Kirche der heiligen Sophia zu Padua. Nach einem Zerwürfnis, bedingt durch Eifersucht und Hass, trennte sich Mantegna im Jahr 1447 von seinem Lehrmeister.
Bedeutend für seinen späteren Werdegang war die Zusammenarbeit mit Nicolò Pizzolo (um 1420–1453), einem Gehilfen Donatellos an den Fresken der Cappella Ovetari in der Kirche der Eremitani in Padua (1448–1457). 1449 war er am Hof von Ferrara, wo er Werke Rogier van der Weydens und Piero della Francescas kennenlernte. 1452 kehrte er nach Padua zurück, um seine Arbeiten an der Lünette in der Basilika des Heiligen Antonius  in Padua zu beenden. 1453 heiratete er Nicolosia Bellini, die Schwester Giovanni Bellinis.
Ab 1456 bemühte sich Markgraf Luigi III. Gonzaga von Mantua, Mantegna nach Mantua zu holen. 1456 ernannte er ihn zu seinem Hofmaler. Mantegna blieb danach in den Diensten der Markgrafen von Mantua, ungeachtet seiner Tätigkeiten in Florenz, Pisa und 1488/89 in Rom. Nach Rom wurde Mantegna vom Papst Innozenz VIII. berufen, um im Belvedere zu malen.
Mantegnas Werk hatte erheblichen Anteil daran, dass die eher unbedeutende Stadt Mantua zu einem Zentrum der bildenden Kunst wurde. Hier eröffnete er eine eigene Malschule. Für den Palazzo Ducale malte er den Großen Triumph des Julius Cäsar (1484–1492), neun großformatige Gemälde, die ab 1506 im Palast San Sebastiano in Mantua untergebracht waren. 1629 gelangten sie in den Besitz von König Karl I. von England; seitdem befinden sie sich im Hampton Court Palace.
Mantegna hatte drei Söhne, die ebenfalls Maler wurden; sie gestalteten unter anderem die Kapelle, in der ihr Vater begraben wurde.
Unter Mantegnas Schülern sind Correggio und Raibolini die berühmtesten.
Mantegnas Grab befindet sich in der Basilika Sant’Andrea in Mantua.

## Merkmale des künstlerischen Schaffens
Mantegna gilt als der eigentliche Vollender des von der Florentiner Schule aufgestellten Kunstideals: Die Figuren sind monumental, streng, voller Ernst und Würde; die Gegenstände und Raumbegrenzungen sind in scharfer Zeichnung und mit bewusst angewandten perspektivischen Mitteln (auch oft übertrieben) dargestellt. Die Farben sind oft hart aneinandergesetzt, das Körperliche in seiner Plastik stark herausgearbeitet, wobei besonders die Anatomie des nackten Körpers prononziert gezeichnet wird. Die Bindung an die Antike zeigt sich besonders stark in der statuarischen Gelassenheit der Figuren; auch findet man Darstellungen antiker Bildteile oder Architekturen in seinen Werken.
Außer den Fresken in der Eremitani-Kirche in Padua mit Darstellungen aus dem Leben des Heiligen Jakobus und der Himmelfahrt Mariä, begleitet von Putten, gehört zu seinen Hauptwerken der Hochaltar von San Zeno in Verona (1456–1459), wo zum ersten Mal in der oberitalienischen Kunst der Bildtypus der sacra conversazione dargestellt wurde. Sein Hauptwerk aus seiner Zeit in Mantua ist die Ausmalung der Camera degli Sposi im herzoglichen Palast zu Mantua (Castello di San Giorgio, 1465–1474). Diese ist die erste illusionistische Raumdekoration mit einem Deckenbild, das einen Durchblick in einen freien Raum vortäuscht. Auch schuf Mantegna hier das erste Gruppenporträt.
Ausgezeichnet waren auch die Kupferstiche Mantegna; mit „vortrefflicher Zeichnung“ erzielten sie beim Verkauf seinerzeit gute Erlöse.
Die Darstellung Christi im Tempel, auf der der Maler sich vermutlich gemeinsam mit seiner Frau Nicolosia dargestellt hat, gilt als „die früheste erhaltene Darstellung eines Malerehepaares“.

## Werke (Auswahl)

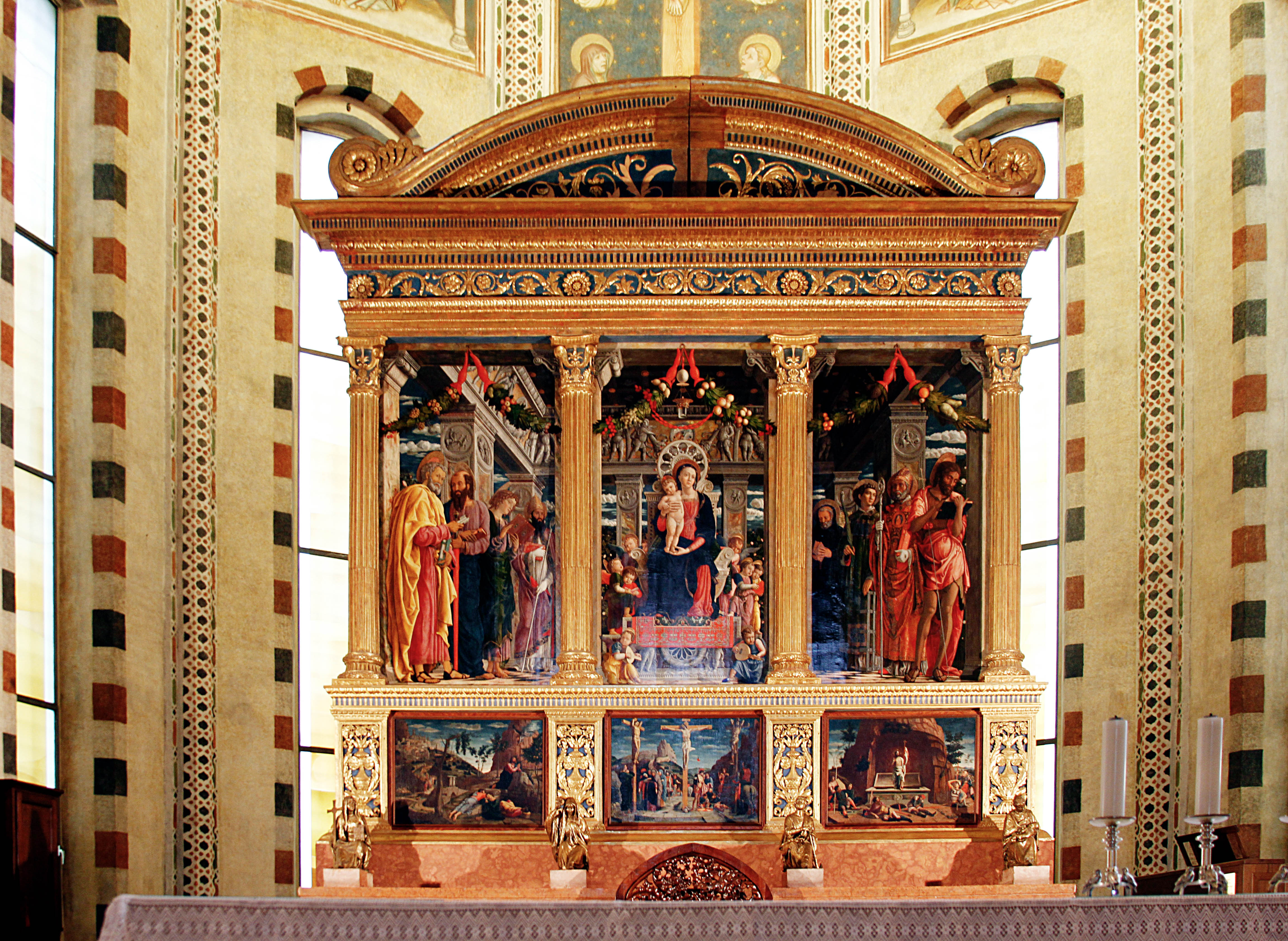
San-Zeno-Altar in der Kirche San Zeno Maggiore, Verona

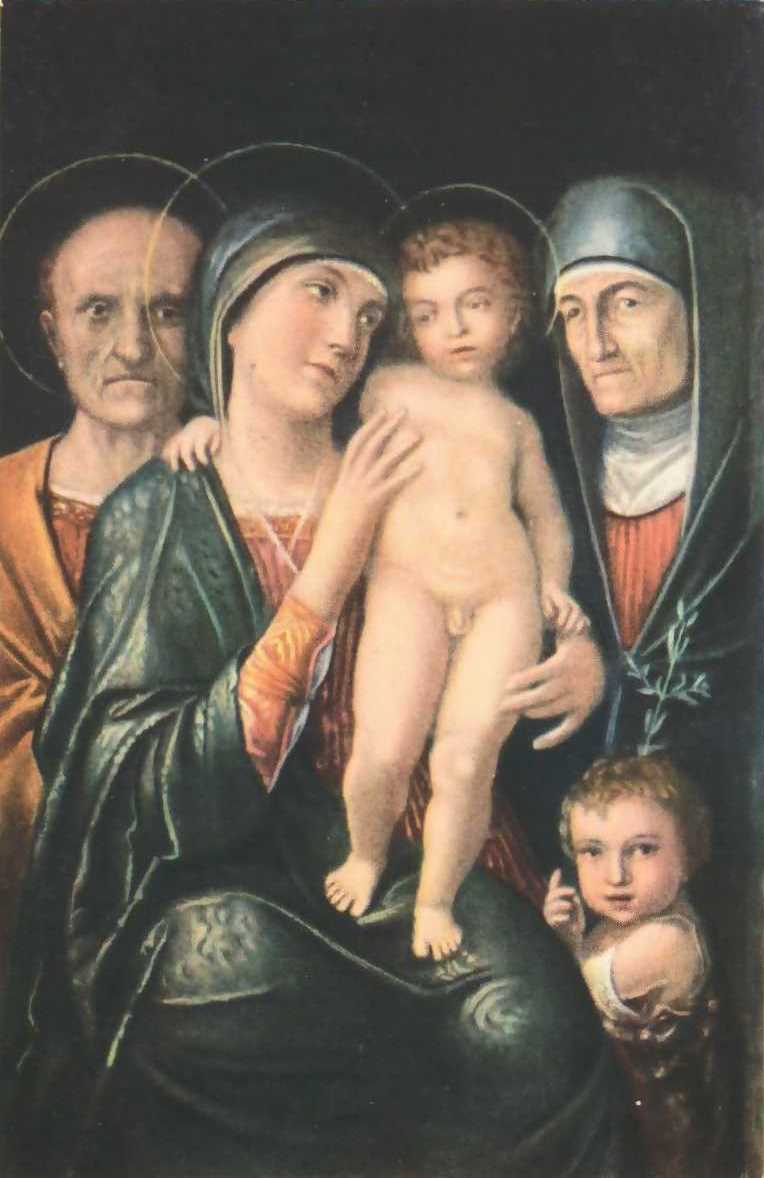
Heilige Familie

- Die Heilige Jungfrau mit dem Kinde, in der Kunstgeschichte auch als San-Zeno-Altar bekannt: zunächst nach Paris verkauft, später nach Italien zurückgekommen und nun in der San Zeno Maggiore in Verona ausgestellt.
- Maria mit dem Kind: Tempera auf Leinwand, 43 × 32 cm, um 1465–1470, Gemäldegalerie in Berlin.[7]
- Die Heilige Familie: Leinwand, 75 × 61,5 cm, um 1485–1490, Gemäldegalerie Alte Meister in Dresden.[8]
- Die Beweinung Christi (um 1490, Pinacoteca di Brera in Mailand) ist ein ungewöhnlich kühnes Werk hinsichtlich der Verkürzung und der Anatomie sowie in Farbgebung und Reliefwirkung.[9]
- Ein Werk seiner Spätzeit ist die Madonna della Vittoria (1495/96, Louvre in Paris) mit Francesco Gonzaga als Stifter. Es zeigt die Schutzheiligen von Mantua zusammen mit Marchese Lodovico Gonzaga.
- Sieg der Tugend über die Laster, 1502, Louvre, Paris